# UFC 7
UFC 7: The Brawl in Buffalo（ユーエフシー・セブン：ザ・ブロウル・イン・バッファロー）は、アメリカ合衆国の総合格闘技団体「UFC」の大会の一つ。1995年9月8日、ニューヨーク州バッファローのバッファロー記念オーディトリアムで開催された。

## 大会概要
UFCスーパーファイト王座（後のUFC世界ヘビー級王座）タイトルマッチが行なわれ、王者ケン・シャムロックが前回大会（UFC 6）トーナメント優勝者で挑戦者のオレッグ・タクタロフに時間切れで引き分け王座の初防衛に成功した。
トーナメントでは、ブラジルのマルコ・ファスがラリー・キュアトン、レムコ・パドゥール、ポール・ヴェアランズを降し、トーナメント優勝を果たした。
UFCがニューヨーク州で初めて開催された大会となったが、この後ニューヨーク州で総合格闘技が禁止されたため、21年後のUFC 205までニューヨーク州でUFCが開催されなかった。

## 試合結果

### リザーブマッチ
第1試合 UFC 7トーナメント リザーブマッチ 20分1R
○  ジョエル・サトゥン vs.  ジーザ・カーマン ×
1R 0:48 TKO（レフェリーストップ：左眉上のカット）
※サトゥンがトーナメントリザーブ権獲得
第2試合 UFC 7トーナメント リザーブマッチ 20分1R
○  オナッシス・パルンガオ vs.  フランチェスコ・マトゥーリ ×
1R 5:26 ギブアップ（マウントパンチ）
※パルンガオがトーナメントリザーブ権獲得
第3試合 UFC 7トーナメント リザーブマッチ 20分1R
○  スコット・ビーザック vs.  デビッド・フッド ×
1R 0:31 フロントチョーク
※ビーザックがトーナメントリザーブ権獲得

### トーナメント1回戦
第4試合 UFC 7トーナメント 1回戦 20分1R
○  ポール・ヴァレランス vs.  ゲーリー・ハリス ×
1R 1:07 ギブアップ（グラウンドの肘打ち）
※ヴァレランスが準決勝進出
第5試合 UFC 7トーナメント 1回戦 20分1R
○  マーク・ホール vs.  ハロルド・ハワード ×
1R 1:41 ギブアップ（グラウンドパンチ）
※ホールが準決勝進出
第6試合 UFC 7トーナメント 1回戦 20分1R
○  レムコ・パドゥール vs.  ライアン・パーカー ×
1R 3:05 袖車絞
※パドゥールが準決勝進出
第7試合 UFC 7トーナメント 1回戦 20分1R
○  マルコ・ファス vs.  ラリー・キュアトン ×
1R 3:23 ヒールホールド
※ファスが準決勝進出

### トーナメント準決勝・選手権試合
第8試合 UFC 7トーナメント 準決勝 20分1R
○  ポール・ヴァレランス vs.  マーク・ホール ×
1R 1:04 V1アームロック
※ヴァレランスが決勝進出
第9試合 UFC 7トーナメント 準決勝 20分1R
○  マルコ・ファス vs.  レムコ・パドゥール ×
1R 12:27 ギブアップ（戦意喪失）
※ファスが決勝進出
第10試合 UFCスーパーファイト王座タイトルマッチ 30分1R（延長3分）
△  ケン・シャムロック vs.  オレッグ・タクタロフ △
延長R終了 時間切れ
※シャムロックが王座の初防衛に成功

### トーナメント決勝戦
第11試合 UFC 7トーナメント 決勝戦 30分1R
○  マルコ・ファス vs.  ポール・ヴァレランス ×
1R 13:17 TKO（レフェリーストップ：マウントパンチ）
※ファスがトーナメント優勝